# Ficus leptoclada
Ficus leptoclada är en mullbärsväxtart som beskrevs av George Bentham. Ficus leptoclada ingår i släktet fikonsläktet, och familjen mullbärsväxter. Inga underarter finns listade i Catalogue of Life.